# Nicușor Dan
Nicușor Daniel Dan (n. 20 decembrie 1969, Făgăraș, Brașov, România) este un politician, matematician, activist civic român și, din 2025, al șaptelea președinte al României. Anterior a fost primar al Bucureștiului din 2020 până la demisia sa în 2025 pentru a prelua președinția.
Născut în Făgăraș, județul Brașov, Dan a câștigat recunoaștere internațională în tinerețe ca matematician, obținând medalii de aur la Olimpiadele Internaționale de Matematică din 1987 și 1988. A început să studieze matematica la Universitatea din București și apoi s-a mutat în Franța, unde a obținut un masterat la École normale supérieure și un doctorat la Universitatea Paris 13. După revenirea în România, Dan s-a aflat printre inițiatorii Școlii Normale Superioare din București (instituție menită să îndrume cei mai talentați studenți români către cercetarea științifică), și a devenit activist civic.
În 2015, Dan a fondat Uniunea Salvați Bucureștiul (USB), concentrându-se pe anticorupție și conservarea patrimoniului. Un an mai târziu, el a co-fondat Uniunea Salvați România (USR), dar a demisionat din partid în 2017 din cauza schimbării progresiste a acestuia, preferând o abordare mai centristă. Dan a servit în Camera Deputaților din 2016, înainte de a fi ales al doilea primar independent al Bucureștiului în 2020 și de a câștiga realegerea în 2024. În calitate de primar, el s-a concentrat pe infrastructura publică și pe transparență, deși a fost criticat pentru întârzierile în construcții.
Dan a candidat ca independent pentru alegerile prezidențiale din 2025 și a primit 20,99% din voturi în primul tur, clasându-se pe locul al doilea. El s-a confruntat cu fondatorul Alianței pentru Unirea Românilor (AUR), George Simion, în turul doi, învingându-l cu 53,6% din voturi. Dan a candidat pe o platformă pro-occidentală, care a contrastat cu poziția naționalistă și eurosceptică a adversarului său.

## Biografie
Nicușor Dan s-a născut în Făgăraș, județul Brașov, România, la 20 decembrie 1969 într-o familie în care tatăl era muncitor, iar mama contabilă. El este fiul lui Grigore Dan (1939–2025). A absolvit, cu Diplomă de Bacalaureat, cursurile Liceului Teoretic „Radu Negru” (acum Colegiul Național Radu Negru) din localitatea natală, secția matematică-fizică, în 1988. În timpul liceului a obținut medalia de aur la Olimpiada Internațională de Matematică în anii 1987 și 1988, cu punctaj maxim. La vârsta de 18 ani s-a mutat la București pentru a studia matematica la Universitatea din București.
În 1992 Nicușor Dan a plecat în Franța printr-o bursă a statului francez pentru a-și continua studiile: a urmat cursurile École Normale Supérieure, una dintre cele mai prestigioase grandes écoles franțuzești, apoi a urmat cursurile de master la Universitatea Paris XI și și-a prezentat teza de doctorat în matematică la Universitatea Paris-XIII. S-a întors în București în 1998, din cauza diferențelor culturale și a dorinței de a ajuta la schimbarea României.
Nicușor Dan a fost unul din fondatorii și primul director administrativ al Școlii Normale Superioare București, o universitate creată pe modelul École Normale Supérieure în cadrul Institutului de Matematică din Academia Română. A fost profesor de matematică și cercetător la acest institut din cadrul Academiei Române.

### Activism
În 1998, Dan a fondat Asociația „Tinerii pentru Acțiune Civică”, care dorea să adune tineri care doresc o schimbare în România. Cu toate că asociația nu și-a îndeplinit scopul, a reușit să organizeze două forumuri dedicate tinerilor care au studiat în străinătate, în 2000 și 2002, la care au participat câteva sute de persoane. Ca rezultat al acestor forumuri, asociația „Ad Astra” a cercetătorilor români a fost creată în 2000.

### Asociația Salvați Bucureștiul
Dan a înființat Asociația „Salvați Bucureștiul” în 2006 ca o reacție la demolarea caselor de patrimoniu de către speculatorii imobiliari, construcția de blocuri înalte de locuințe în cartiere protejate, cât și scăderea suprafețelor spațiilor verzi din București.

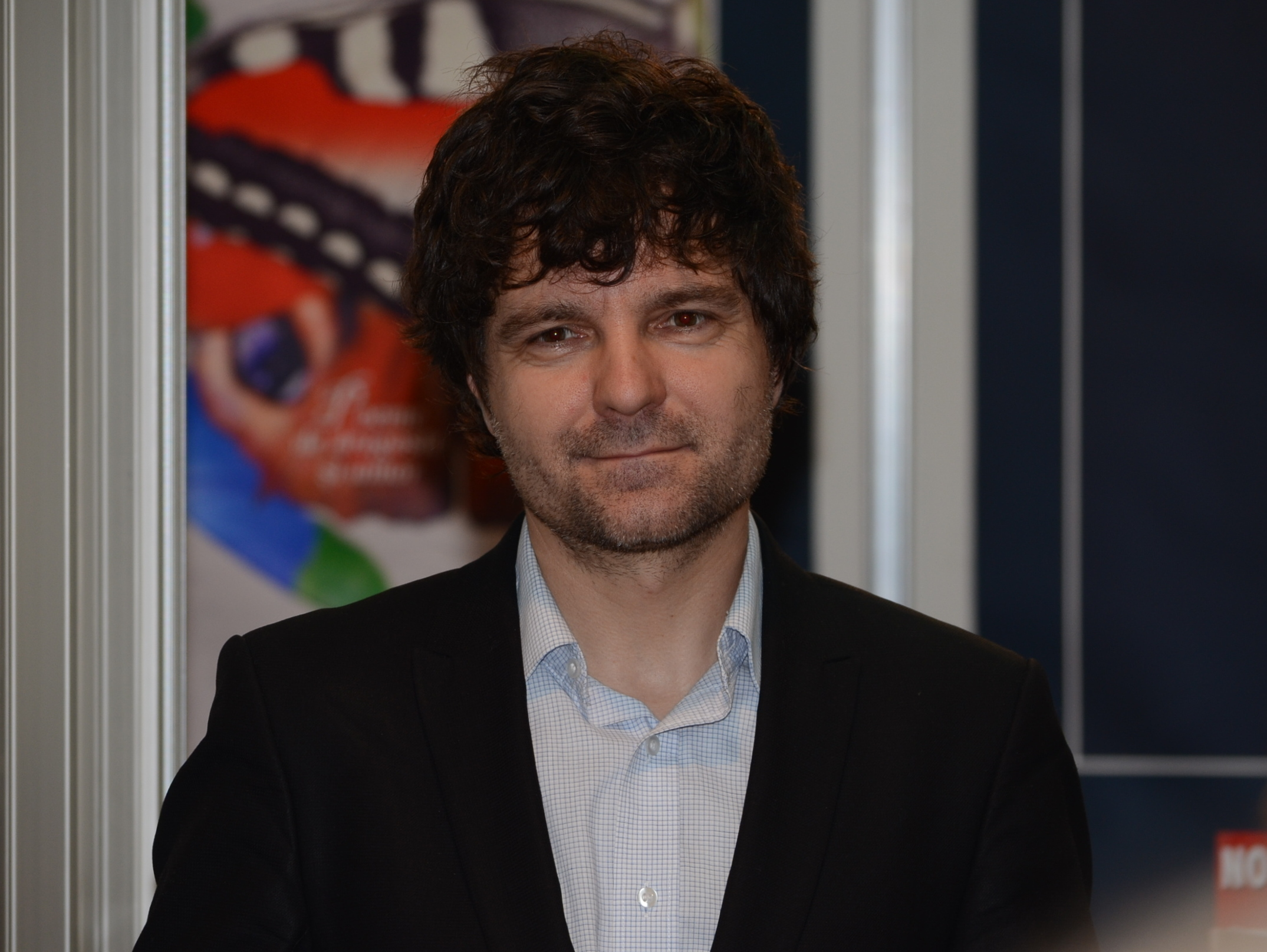
Nicușor Dan în 2013

Asociația a fost parte în multe procese pentru protejarea patrimoniului, câștigând 166 dintre acestea până în 2020. Printre succesele acesteia se numără anularea construcției unui „Aqua Parc” pe 7 hectare din Parcul Tineretului, salvarea de la demolare a unui număr de clădiri de patrimoniu de pe Șoseaua Kiseleff, anularea temporară a deciziei de demolare a Pieței Matache și anularea unui proiect care ar fi construit o clădire de birouri în cadrul Palatului Știrbei pe Calea Victoriei. Asociația a reușit de asemenea să facă în 2009 câteva schimbări la legea urbanismului. Cu toate acestea, au existat și cazuri în care Nicușor Dan și asociația Salvați Bucureștiul nu au reușit să salveze câte o construcție, ca de exemplu, Hotelul Marna, clădire interbelică în stilul art deco, demolată în 2011. Un alt eșec a fost Hala Matache, demolată noaptea, pe 25 martie 2013.
Fostul primar al Bucureștiului, Sorin Oprescu, acuza în 2011 „ONG-urile” (referindu-se la Salvați Bucureștiul) că „blochează dezvoltarea orașului”. Arhitectul-șef al Bucureștiului, Gheorghe Pătrașcu, criticat de ONG-uri pentru demolările autorizate, recunoaște că „s-au făcut greșeli”, dar contestă competențele lui Nicușor Dan în acest domeniu, cu toate că îl consideră „un exemplu de curaj”.
În martie 2008, asociația a publicat un raport, „București, un dezastru urbanistic”, în care se discutau problemele actuale ale Bucureștiului și metode de a se rezolva. În același an, în timpul alegerilor locale, împreună cu alte ONG-uri, asociația a publicat un Pact pentru București, care a fost semnat de toți candidații pentru postul de primar. Cu toate acestea, primarul ales al Bucureștiului, Sorin Oprescu, nu și-a respectat promisiunea, și de Ziua Păcălelilor din 2012, Dan a publicat o listă de 100 promisiuni electorale ale lui Oprescu care nu au fost respectate.

## Carieră politică

### Candidatura la Primăria Bucureștiului din 2012
Nicușor Dan și-a anunțat candidatura ca independent pentru postul de Primar al Bucureștiului în noiembrie 2011 la o cafenea de pe strada Arthur Verona, cu doar câțiva invitați, printre care Theodor Paleologu, istoric și deputat.

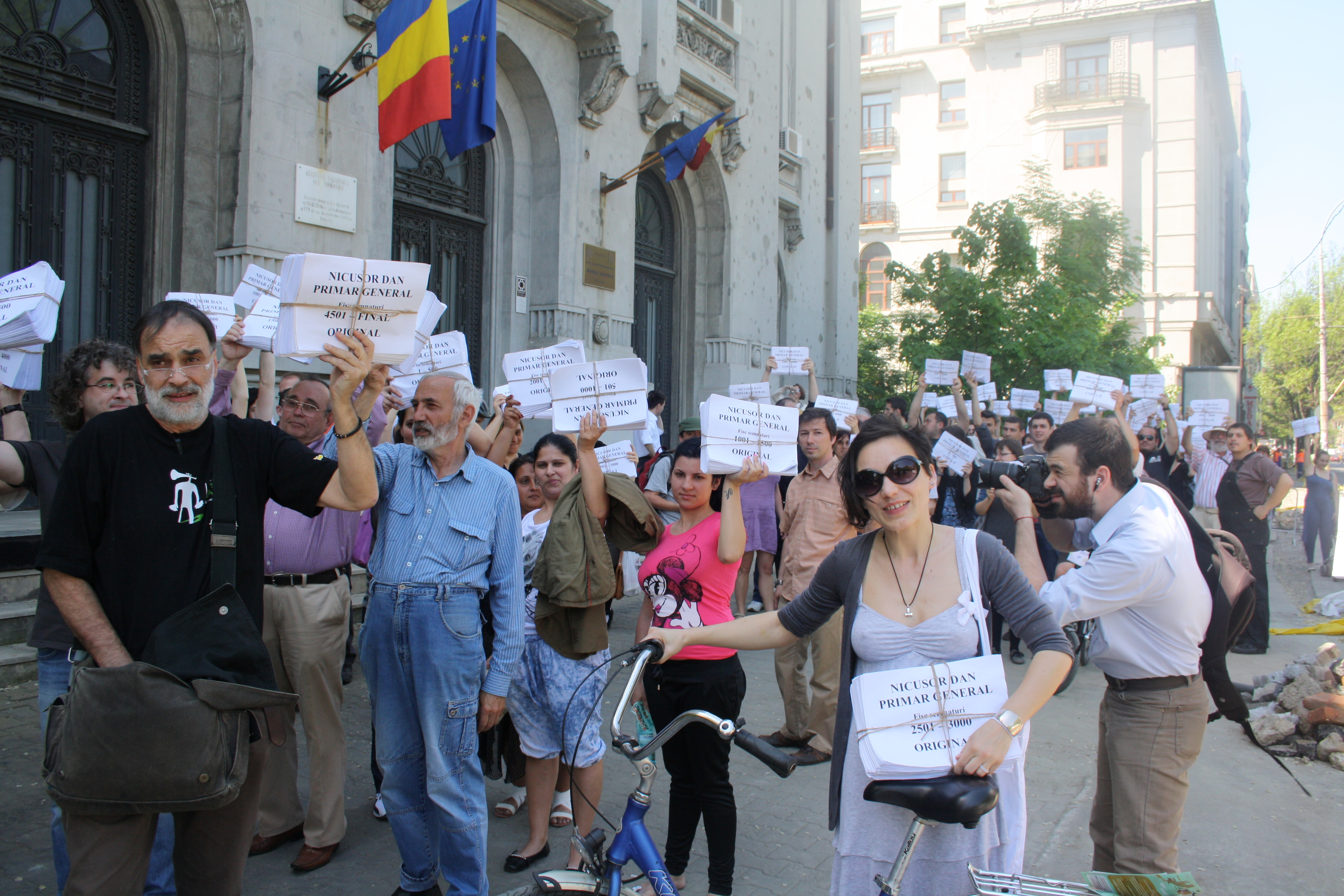
Voluntari în campania lui Nicușor Dan ducând semnăturile la Biroul Electoral.

Pentru a aduna cele 36.000 semnături necesare pentru candidatură, neavând susținerea niciunui partid, s-a bazat pe o rețea de voluntari organizați prin Facebook. La data de 22 aprilie, 15 formații și muzicieni au cântat pro bono la Arenele Romane pentru a-l ajuta pe Nicușor Dan să strângă semnăturile.
În timpul concertului, care a durat 12 ore, voluntarii au strâns 4000 de semnături. În afară de candidatura la primăria Capitalei, Nicușor Dan a fost și candidat la Consiliul General, pentru cazul în care nu este ales primar, menționând însă că se concentrează asupra funcției de primar general.

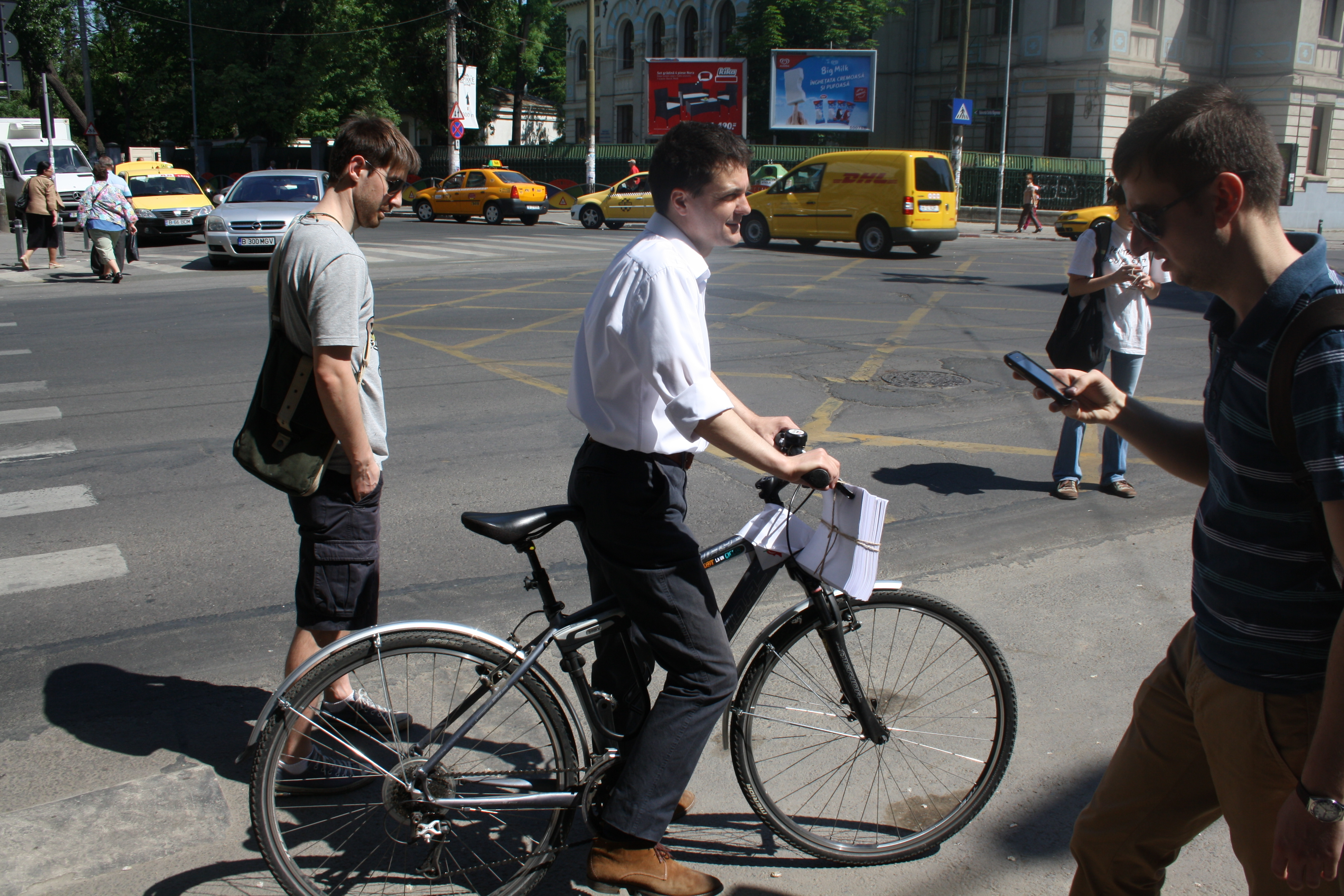
Nicușor Dan pe bicicletă în timpul campaniei electorale pentru primăria Bucureștiului

#### Program politic
Nicușor Dan consideră că este important ca tinerii să nu dorească să plece din oraș, iar pentru asta e nevoie de un oraș în care să-ți facă plăcere să trăiești și să te plimbi pe stradă. Din punct de vedere economic, Nicușor Dan spune să se focalizeze pe ideea ca orașul să fie „un centru regional în IT și industrii creative, un mare centru regional în învățământul superior” și să atragă investitori și tineri calificați din întreaga regiune.
Printre proiectele propuse de Nicușor Dan sunt crearea unor linii de metrou ușor pe infrastructura deja existentă a CFR, o prioritizare a transportului în comun, un plan de prevenire a efectelor cutremurelor, strângerea urgentă a câinilor vagabonzi de pe străzi, protejarea spațiilor verzi și eliminarea construcțiilor ilegale din parcuri.
Referitor la transport, Nicușor Dan consideră importante terminarea șoselei de centură, benzi speciale pentru autobuze, semaforizarea inteligentă, program al autobuzelor afișat în fiecare stație, facilități pentru bicicliști și o triplare a lungimii liniilor de metrou prin utilizarea infrastructurii existente în oraș.
Într-o dezbatere organizată de Gândul, Nicușor Dan a spus că trebuie regândit traficul auto din București, deoarece este imposibil ca într-un oraș mare toată lumea să circule cu automobilul și să existe 1,5 milioane locuri de parcare, de aceea trebuie încurajat transportul în comun. Totodată, acesta a estimat că până la sfârșitul anului 2021 va implementa un nou regulament de parcare, care va schimba întregul curs al mașinilor parcate în locurile nepermise ale capitalei.
Nicușor Dan este un susținător al „Bucureștiului Verde”, pentru a mări suprafața de spații verzi din oraș, aceasta realizându-se prin demolarea construcțiilor ilegale din parcuri, răscumpărarea porțiunilor din parcuri care au fost retrocedate și amenajarea zonelor din jurul lacurilor din nordul orașului (inclusiv Lacul Morii) ca zone de recreare.
De asemenea, Dan susține o transparență mai mare în decizii, în licitații, în cheltuieli și angajarea de personal a primăriei: toate licitațiile să fie publicate cu destul timp înainte pe site-ul primăriei, site care ar trebui să conțină și toate contractele în desfășurare, toate proprietățile municipalității și toate facturile plătite de primărie. În ceea ce privește transparența decizională, Dan susține un sistem online de urmărire a soluționării petițiilor și discuții publice pentru deciziile majore. De asemenea, posturile în primărie vor fi ocupate prin concurs, încercând astfel să atragă tineri formați la universități străine.

#### Susținere și păreri față de candidatura sa
Nicușor Dan este susținut de Andrei Pleșu, care spune că e singurul dintre candidați căruia „îi pasă de înfățișarea orașului”, iar inițiativele lui „nu se desenează pe ceruri utopice”, cât și de politologul și europarlamentarul Cristian Preda, care a fost propus pentru excludere din PD-L pentru această susținere și criticile la adresa lui Silviu Prigoană, însă ulterior conducerea partidului a retras propunerea.
Andrei Pippidi, istoric medievalist, scriind în Dilema Veche, deplânge starea urbanismului în București, dând exemplu faptul că Planul Urbanistic General a fost modificat de trei mii de ori în ultimii 6 ani pentru a fi adăugate excepții individuale la regulile generale de construcții. Astfel, Pippidi consideră că singurul care ar putea salva „o parte de neînlocuit” a Bucureștiului este Nicușor Dan, care are „tenacitate” cu care „duce mereu la capăt inițiativele”. Un alt editorialist al Dilemei Vechi, politologul Cristian Ghinea, l-a susținut, atât personal, cât și în calitate de președinte al organizației Centrul Român de Politici Europene (CRPE).
Dan a primit susținere de asemenea și din partea unor jurnaliști, fiind publicate editoriale despre candidatura sa în mai multe ziare: Andrei Crăciun de la Adevărul crede că Nicușor Dan ar putea fi „primul primar cu care Bucureștiului să nu-i fie jenă”, fiind un „Don Quijote, neatins de osânza vulgară a bogăției gratuite” și „un om care acționează cu sistem împotriva sistemului”. Florin Negruțiu, editorul-șef Gândul crede că este „un personaj total atipic în peisajul electoral bucureștean”, fiind un candidat al intelectualilor, dar fără șanse deoarece este „mult prea serios pentru un public miștocar”.
Neculai Constantin Munteanu de la Radio Europa Liberă scrie că-l susține pe Dan pentru că „a dovedit dezinteresat că îi pasă de București” și deoarece contracandidații săi sunt „o colecție de comici vestiți ai ecranului, în frunte cu Sorin Oprescu, Silviu Prigoană, Irinel Columbeanu și Gigi Becali, la care nu știi ce să admiri mai întâi, impostura, ridicolul sau incompetența”.
Ion Vianu scrie în revista 22 că programul lui Nicușor Dan este complet opusul proiectului „autostrăzii suspendate” al lui Oprescu, văzând orașul ca o comunitate, nu doar ca „un loc de trecere” și un loc al solitudinii. De asemenea, Vianu observă că românii și-au pierdut încrederea în instituții și partide politice care nu sunt interesate de binele public, în același timp existând o trezire a conștiinței publice, astfel inițiativele cetățenești și mobilizarea opiniei publice au un rol din ce în ce mai mare, ceea ce va face ca „inițiative ca ale lui Nicușor Dan vor reuni din ce în ce mai multe adeziuni și au o șansă să schimbe societatea noastră”.

#### Rezultatele alegerilor
În ciuda faptului că nu a primit nicio susținere din partea partidelor politice, Nicușor Dan a obținut 8,48% din voturi deși sondajele îl creditaseră cu doar 3 procente, fiind plasat pe locul patru, în urma independentului Sorin Oprescu (care a fost însă susținut de USL), a lui Silviu Prigoană (candidatul din partea PDL) și a lui Vasile-Horia Mocanu (PP-DD). Nicușor Dan nu a primit dreptul de a intra în CGMB (consiliul general al orașului), din cauză că „sistemul actual face aproape imposibilă intrarea unui independent în CGMB, în condițiile în care un candidat într-o astfel de poziție trebuie să obțină de trei ori mai multe voturi decât cele necesare pentru fiecare consilier susținut de un partid”. Într-un interviu din iunie 2012, Nicușor Dan declara că în momentul respectiv nu intenționa să întemeieze un partid, adăugând că „lupta pentru București abia începe, în momentul ăsta”.

### Uniunea Salvați Bucureștiul (USB) și Uniunea Salvați România (USR)
Pe 1 iunie 2015 Nicușor Dan a anunțat lansarea platformei politice Uniunea Salvați Bucureștiul (USB). În cadrul conferinței de presă a lansării, Nicușor Dan a declarat: „Vom continua lupta cu administrația publică din București, vom spune de fiecare dată de cheltuirea aberantă a banului public, de ilegalitate, vom vorbi de confortul locuirii sau de lipsa lui și, totodată, vom veni cu viziunea și cu proiectul nostru pentru București. Nu suntem delimitați ideologic. Ce vrem să facem e foarte simplu: sunt niște probleme, vrem să le rezolvăm! Orașul acesta nu are o viziune. Venim să o propunem!”
Obiectivul declarat al USB era câștigarea alegerilor locale din 5 iunie 2016 în București. USB a obținut peste 25% din voturile exprimate însă nu a reușit să câștige niciunul din cele 7 posturi de primar, în ciuda rezultatului Clotildei Armand la primăria sectorului 1, pe care exit-poll-urile o dăduseră inițial câștigătoare.
Începând cu august 2016 activitatea USB a fost extinsă la nivel național sub un nou nume, Uniunea Salvați România (USR). Dan a candidat în circumscripția București pe listele acestui partid. Cum formațiunea sa a obținut circa 9% din voturi, Nicușor Dan a fost ales deputat.
În 2017 grupul de presiune Coaliția pentru Familie care militează pentru promovarea valorilor familiei tradiționale a reușit să strângă numărul necesar de semnături pentru a organiza un referendum care să schimbe partea din Constituția României care se ocupă de căsătorie, cu speranța de a o redefini ca „între bărbat și o femeie”. Acest lucru a creat o ruptură în cadrul USR, între aripa progresistă - care dorea ca USR să devină singurul partid parlamentar progresist care se opune inițiativei, și Nicușor Dan - care credea că USR nu trebuie să se implice în dezbatere, că scopul partidului era să se ocupe de probleme mari structurale din țară și că USR trebuie să rămână deschis pentru ambii: progresiști și conservatori. A urmat un referendum intern în cadrul partidului, în care 52,7% dintre membri au votat pentru poziționarea partidului împotriva inițiativei constituționale, care l-a determinat pe Dan să demisioneze din partid la 1 iunie 2017.
Ca explicație pentru opoziția sa față de votul Consiliului Național, el a spus că problemele și chestiunile religioase sunt pericolele abaterii de la problema principală a partidului, și anume lupta împotriva corupției și este totodată refuzul său de a face parte dintr-un partid care se definește doar ca un partid al libertăților civile.

### Candidatura la Primăria Bucureștiului din 2020 și 2024
În 2020, Nicușor Dan și-a anunțat candidatura ca politician independent pentru postul de Primar al Municipiului București având atunci susținerea Alianței USR-PLUS și a Partidului Național Liberal (PNL).
La alegerile locale din 2020 a fost ales în funcția de primar general al Capitalei cu 42,8% din voturi, devansând primarul în funcție, Gabriela Firea de la Partidul Social Democrat (PSD). În timpul mandatului, s-a ocupat, printre altele, cu echilibrarea bugetului (plin de datorii al) capitalei, dizolvarea companiilor municipale bazate pe rețele de cumetrie, achiziția de transport în comun, reabilitarea a 300 km de conducte din rețeaua termică primară (o treime din total, un număr pe care îl promisese în campanie), dar și investiția în stația de tratare a apelor uzate de la Glina. În timpul mandatului său, perspectiva capitalei este îmbunătățită de agenții de rating, profilul individual de credit (Standalone Credit Profile) urcând o treaptă în 2023, datorită „performanței operaționale solide a orașului și a unui plan de investiții ambițios”, după cum remarcă Fitch. De asemenea, și numărul abonamentelor și al călătoriilor cu transportul public (STB) crește în urma modernizării și extinderii parcului auto.
În cadrul alegerilor locale din 2024, Nicușor Dan a candidat pentru un al doilea mandat de primar în calitate de politician independent cu susținere din partea Alianței Dreapta Unită (ADU), formată din Uniunea Salvați România (USR), Partidul Mișcarea Populară (PMP), respectiv Forța Dreptei (FD), dar și cu susținerea adițională a partidului Reînnoim Proiectul European al României (REPER), desprins anterior din USR în 2022. A câștigat cu un procent de 48,3% (352.734 de voturi). După câștigarea celui de-al doilea mandat, Dan anunță un referendum local pentru a se aloca mai mulți bani Primăriei Generale și mai puțini primăriilor de sector, deoarece în opinia primarului cu actualul buget nu se pot face suficiente investiții, iar primăriile de sector alocă bani excesiv înspre borduri, pavele și panseluțe. Acesta a vizat posibilitatea ca împărțirea banilor colectați din impozit pe venit și taxe locale să fie făcută de Consiliul General al Municipiului București, Primarul General al Municipiului București să emită Autorizațiile de Construire pe întreg teritoriul administrativ al orașului și Primăria Municipiului București să finanțeze și să implementeze un program de educație pentru sănătate și prevenire a consumului de droguri în toate școlile din București. Acesta este organizat concomitent cu alegerile prezidențiale (pe 24 noiembrie 2024) și trece testul urnelor, însă nu este respectat de Guvernul Marcel Ciolacu II. Prin urmare, Dan l-a criticat pe ministrul de Finanțe Tanczos Barna pentru distribuția inegală și ignorarea voinței bucureștenilor. Pentru programul de prevenție de droguri, Nicușor Dan alegea modelul islandez.

## Candidatura la alegerile prezidențiale din 2025

Dan cu George Simion în timpul singurei lor dezbateri televizate pe 8 mai 2025

După anularea alegerilor prezidențiale, mai multe ONG-uri și diverse personalități i-au cerut lui Nicușor Dan să candideze la următoarele alegeri pe 7 decembrie 2024. Acesta a declarat oficial pe 16 decembrie că va candida ca independent la alegerile prezidențiale din România din 2025, decizie luată în urma unui sondaj. În perioada precampaniei, mai multe partide mici extraparlamentare își declară susținerea pentru candidatura sa. În data de 7 martie 2025 Nicușor Dan și-a depus candidatura pentru alegerile prezidențiale la Biroul Electoral Central. Candidatura a fost apoi validată atât de BEC, cât și de Curtea Constituțională.
Nicușor Dan identifică în 3 probleme în care pe care România le ar avea și în care rolul președintelui este important: corupția și funcționarea instituțiilor (zone întregi din stat la toate nivelurile capturate de grupuri de interese), lipsa unei direcții coordonate la nivelul României (existând strategii contradictorii) și divizarea societății în categorii socio-culturale aflate în opoziție. În opinia sa președintele României, pentru a soluționa aceste probleme, ar trebui „să stăpânească mecanisme administrative, să poată negocia coagulări politice și să înțeleagă foarte bine mecanismele juridice”. De asemenea, ar trebui să identifice competențele în sectorul public și privat, în zonele profesionale și în Diaspora pentru a propune împreună politicile publice cele mai potrivite, dar și să refacă dialogul între grupurlle socio-culturale din cadrul României, enunțând valorile care le unesc și să atragă atenția asupra exagerărilor care împiedică dialogul.
După anunțul candidaturii sale, lideri PSD, AUR sau USR s-au poziționat împotriva sa pe durata precampaniei și a campaniei pentru turul I. USR (partidul pe care îl fondase) a ales totuși să-și declare susținerea pe 10 aprilie, în prima săptămână a campaniei.
Pe 22 aprilie, Dan și-a prezentat programul prezidențial, viziunea sa România Onestă, care cuprinde 60 puncte asupra cărora va insista dacă va ajunge președinte, program care acoperă mai multe domenii (politică internă/reforma sistemului politic-administrativ, economie, sănătate, educație, justiție, mediu, cultură, social și egalitate de șanse, politică externă și securitate, Republica Moldova, diaspora) și care a fost alcătuit cu ajutorul mai multor specialiști.
În primul tur de scrutin, Nicușor Dan s-a clasat pe locul al doilea, cu puține voturi mai mult decât candidatul alianței PNL-PSD-UDMR, Crin Antonescu, și s-a calificat în al doilea tur. După intrarea acestuia în turul al doilea, forțele parlamentare pro-europene de centru-dreapta și-au declarat sprijinul pentru candidatura sa. Deși PSD a rămas oficial neutru, câțiva membri marcanți ai partidului, precum Alfred Simonis, Victor Negrescu și Constantin Toma și-au anunțat susținerea. UDMR l-a susținut, de asemenea, fără echivoc. A câștigat alegerile în turul al doilea, cu un avans de circa 7 procente.

## Președinte al României (2025–prezent)
Președinția lui Dan a început pe 26 mai 2025.

## Viața personală
Într-un interviu pentru publicația LIFE.ro, Nicușor Dan a declarat că atunci „când eram foarte mic auzeam că trebuie să mă fac doctor ca să câștig bani, așa că mi-am însușit visul de a deveni medic. Apoi am fost foarte bun la matematică și în perioada comunistă visam să fiu lider într-un institut de matematică dar, de fapt să citesc filosofie și literatură. Apoi am devenit matematician, după aceea activist și acum politician”.
Nicușor Dan trăiește cu prietena lui într-un apartament luat cu chirie. În mai 2016, în timpul campaniei pentru primăria Bucureștiului, Nicușor Dan a devenit tatăl unei fetițe, iar în mai 2022 tatăl unui băiețel.
Ceea ce puțini știu este că cea care a fost alături de el încă de la început este Mirabela, partenera sa de viață și mama copilului lor. Mirabela a vrut de mică să schimbe lumea în bine, iar când l-a întâlnit pe Nicușor Dan a simțit că măcar poate încerca. S-a implicat în lupta sa de activist, a devenit ONG-istă, a mers la mitinguri, a fost președinte fondator al USR și a întins bannere în intersecții în campania electorală din 2012. După ce s-a născut Aheea, Mirabela a simțit că trebuie să-i predea controlul total lui Nicușor Dan, iar ea să-și asume rolul părintelui care răspunde la nevoile copilului. Este o femeie foarte independentă, corporatistă încă din prima zi de muncă, o femeie ce ar putea avea un punct de vedere foarte pertinent în extrem de multe domenii. A ales însă să nu-și facă vocea auzită în dezbaterile politice și publice și să fie doar partenera de viață a lui Nicușor Dan.